# Rosendals orangeri

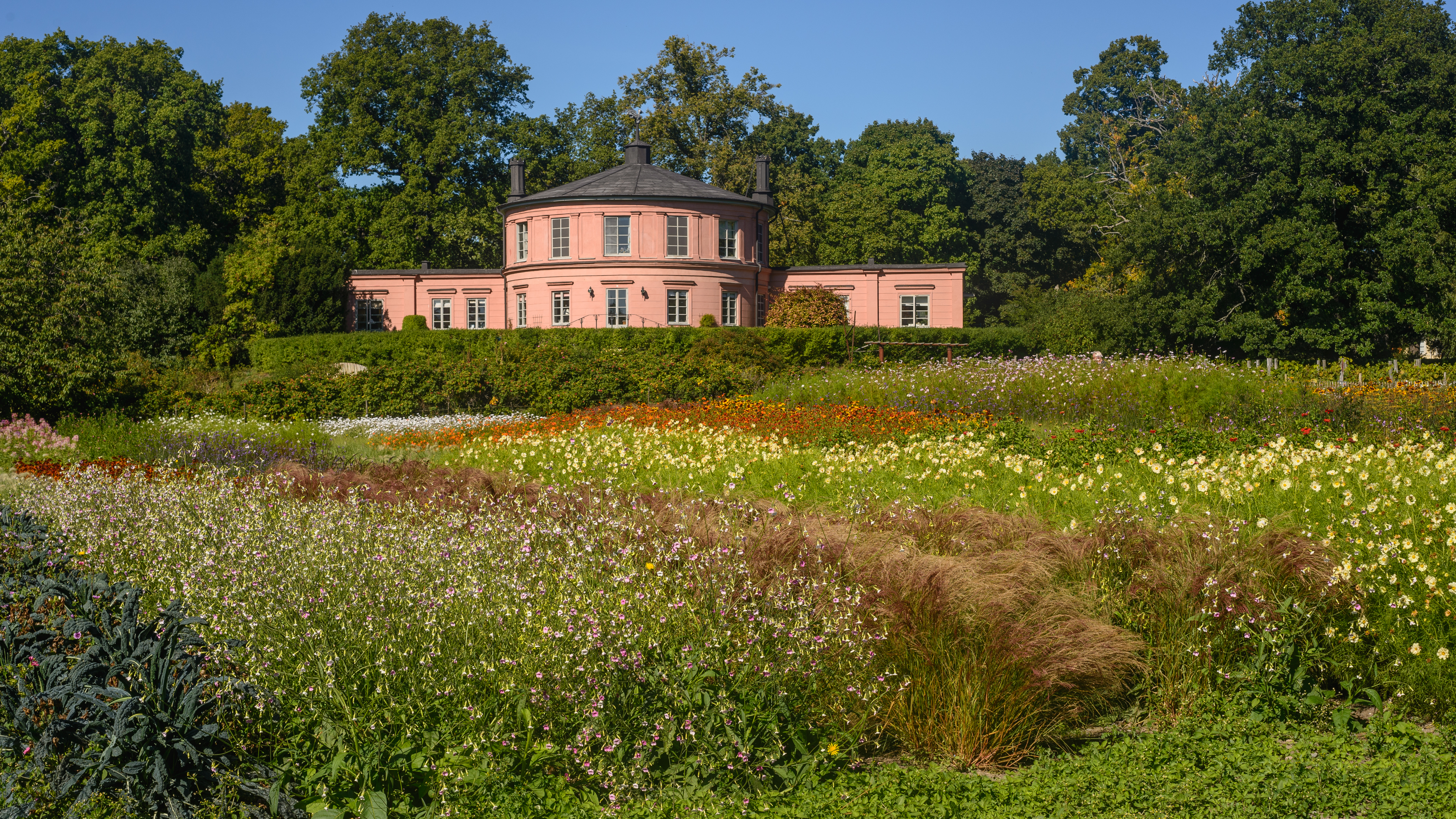
Rosendals orangeri, fasad mot söder, september 2013.

Rosendals orangeri ligger vid Rosendalsterrassen 2-6 på Södra Djurgården i Stockholm. Orangeriet, som hörde ursprungligen till Rosendals trädgård, är numera privatbostad och ett statligt byggnadsminne sedan 1935 (förnyat 2006). Orangeriets byggnad är även blåmärkt av Stadsmuseet i Stockholm, vilket innebär "att bebyggelsen bedöms ha synnerligen höga kulturhistoriska värden".

## Historik

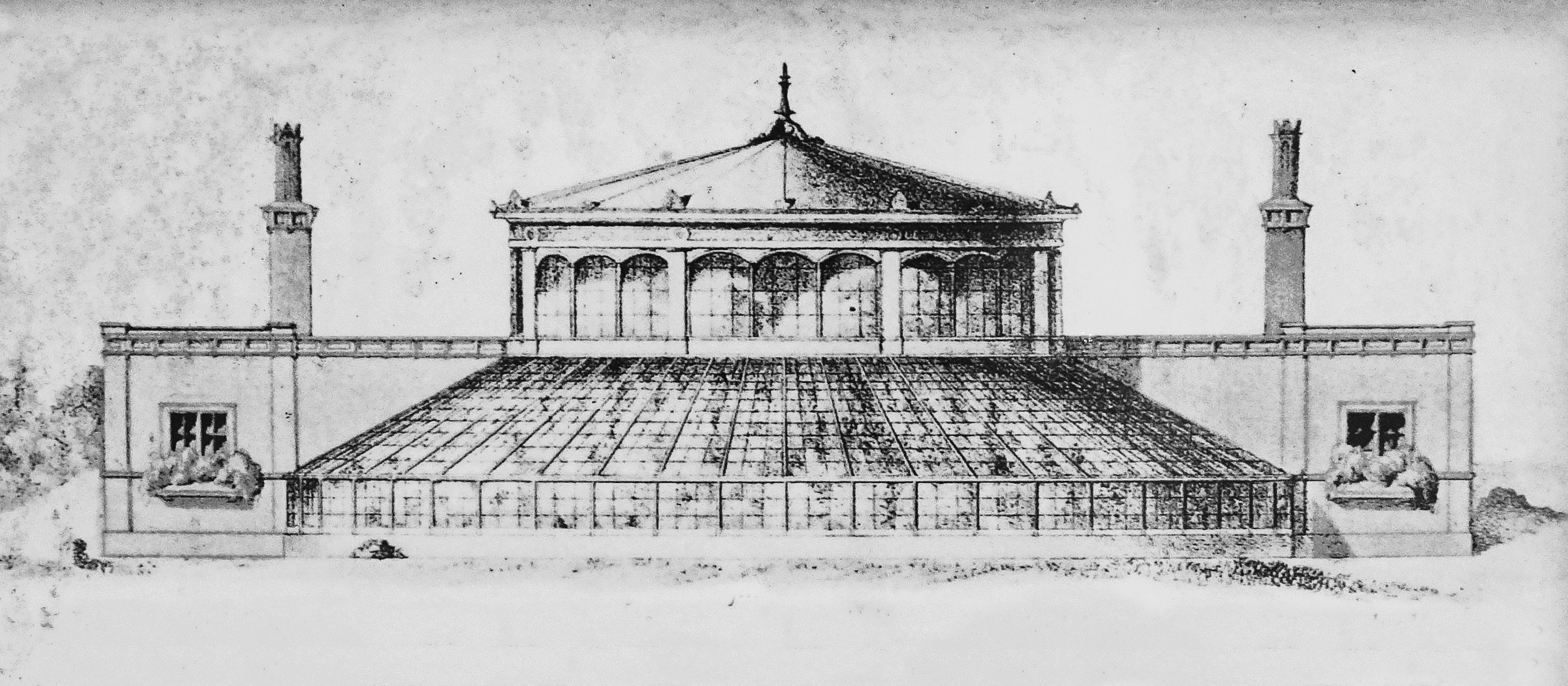
Originalritning, fasad mot norr.

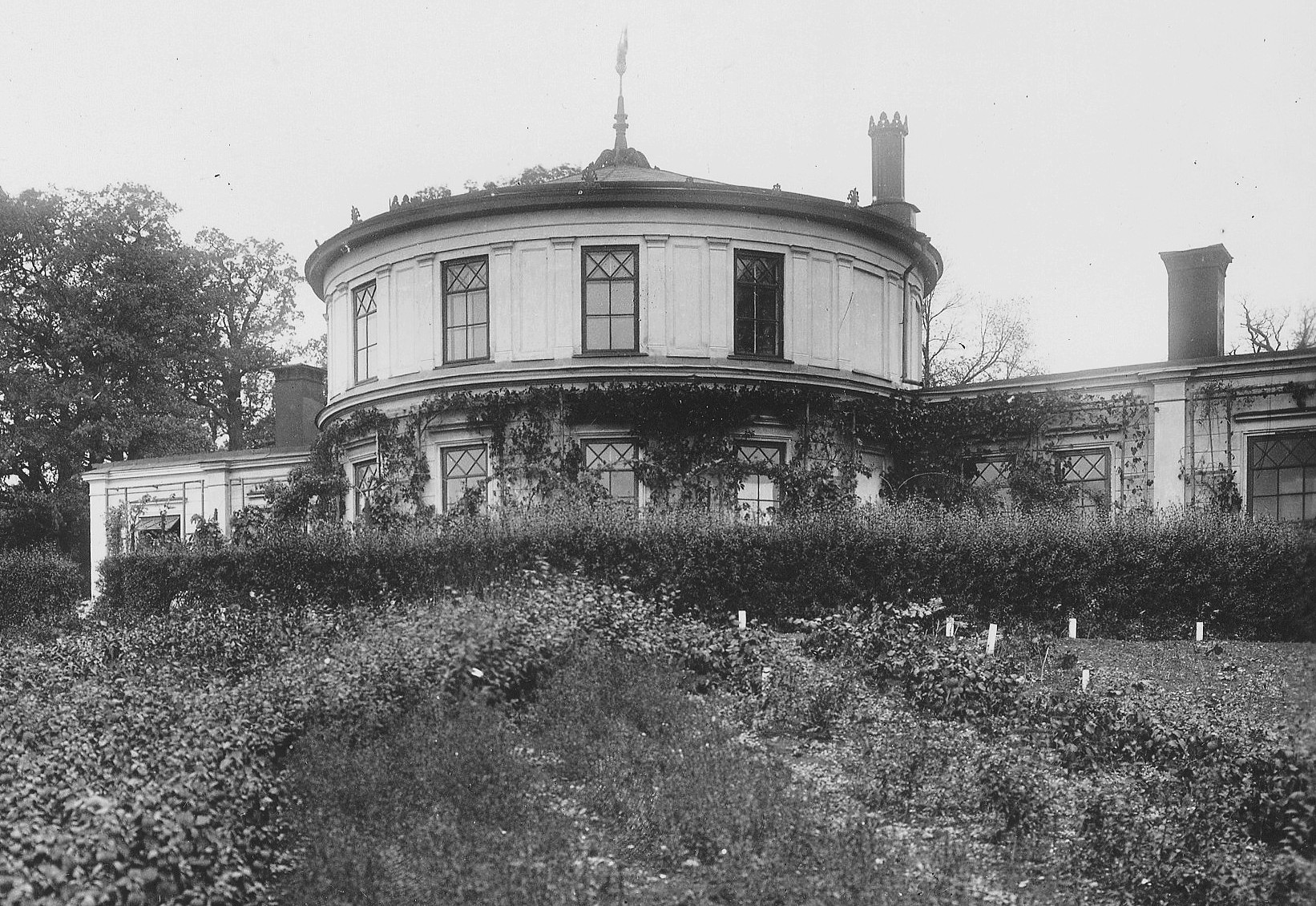
Rosendals orangeri, fasad mot söder omkring sekelskiftet 1900.

Strax söder om dåvarande Rosendals trädgård, som låg med sitt stora växthus på Rosendalsterrassen, uppfördes 1848-1850 av byggmästaren Carl Hallström trädgårdens orangeri efter ritningar av arkitekt Georg Theodor Chiewitz. Uppdragsgivare var kung Oscar I som ungefär samtidigt även anlitade Chiewitz att rita Oscar I:s orangeri vid Tullgarns slott. 
Den mest drivande för utvecklingen av Rosendals trädgård var förmodligen Oscar I:s gemål, Josefina av Leuchtenberg. 
För Rosendal ritade Chiewitz en rosafärgad stenbyggnad bestående av en cylindrisk mittendel i två våningar med två flyglar i en våning. I flyglarna fanns teknisk utrustning som uppvärmningsanordingar och liknande. Den cylindriska mittendeln innehöll kontor och bostäder för trädgårdsmästarna samt orangeri. Själva växthusdelen existerar inte längre. Den låg mot norr och var en halvrund konstruktion i trä och glas som följde huvudbyggnadens rundning. Här kunde hovfolket från närbelägna Rosendals slott njuta av palmer och andra exotiska växter. 
Svenska trädgårdsföreningen drev anläggningen mellan 1861 och 1911. Under vinterhalvåret hölls lektioner i odlingens allmänna grunder i orangeriet och under sommarhalvåret ägnade man sig åt botanisk genomgång av vilda och odlade växter. Utbildningen var på två år. Sammanlagd hade ungefär 700 trädgårdsmästare fått sin utbildning här. 
När verksamheten avvecklades 1911 revs växthusen på Rosendalsterrassen, bara Trädgårdsdirektörens bostad blev kvar. På platsen uppfördes en kafépaviljong, dagens Rosendals värdshus. Orangeriet byggdes om för att inhysa bostäder. Bland de boende på 1980-talet märks dåvarande direktören för Vin & Sprit, Egon Jacobsson. Rosendals orangeri har givit namn åt den närliggande Orangerivägen.

## Bilder

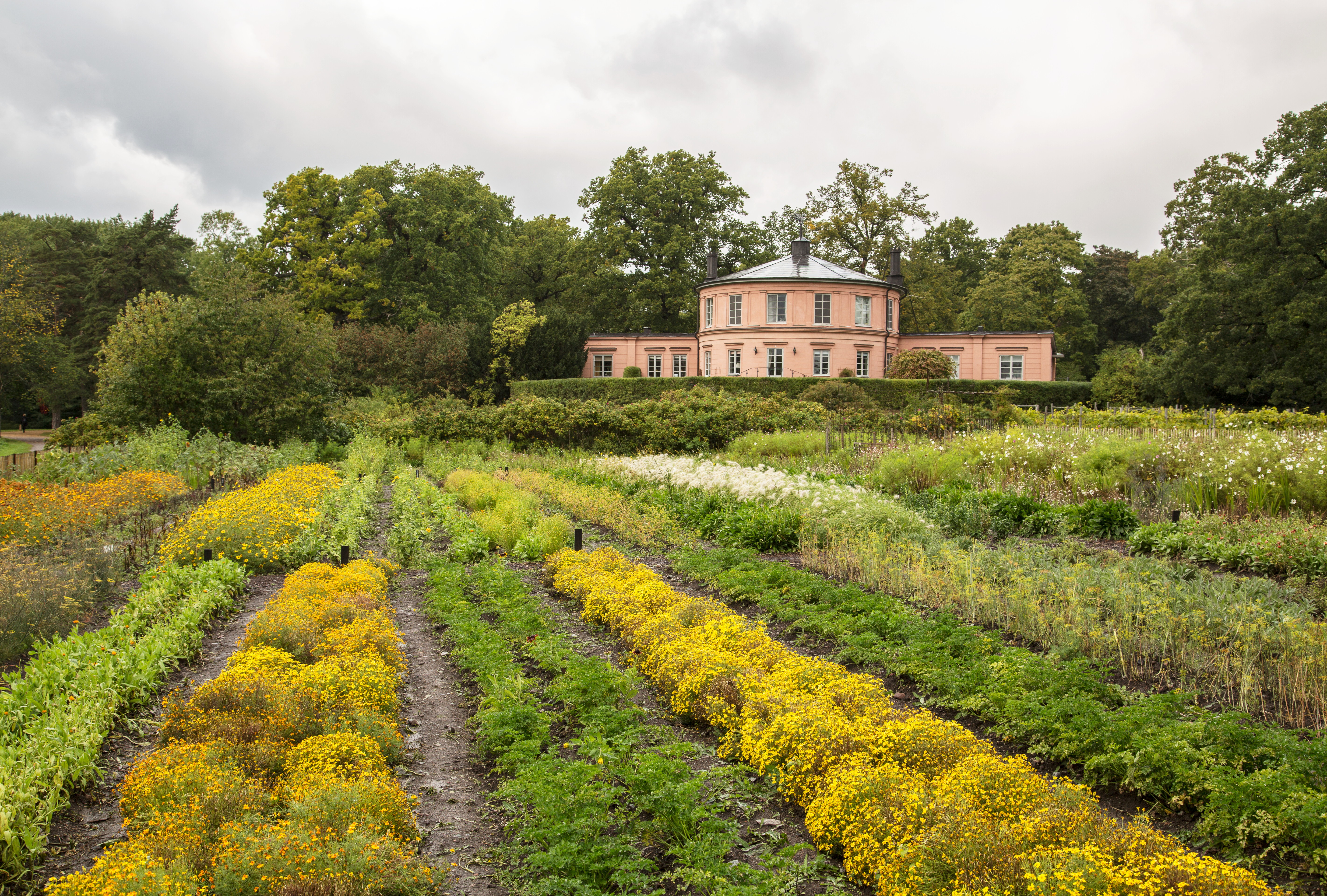
Fasad mot söder, september 2014.
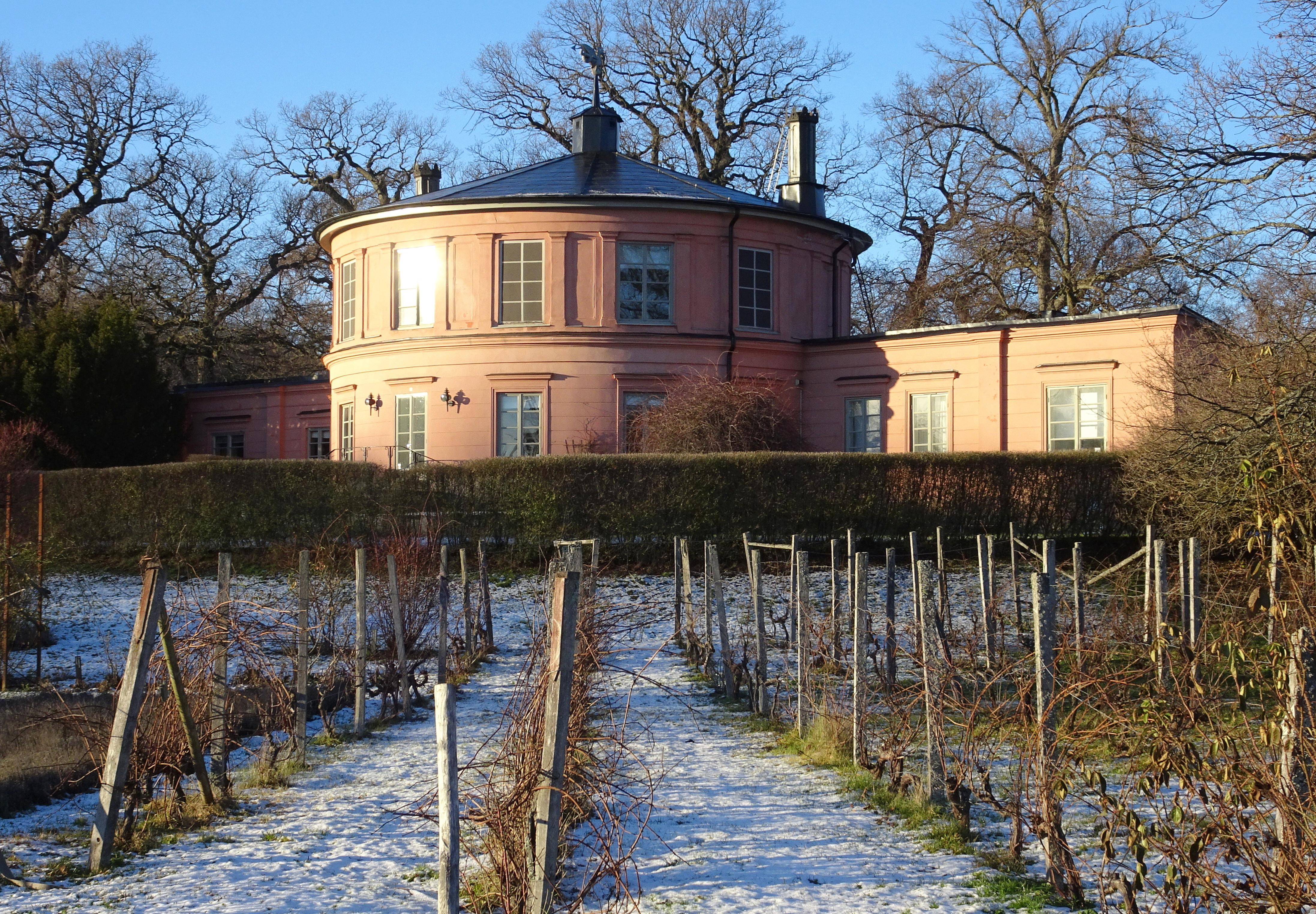
Fasad mot söder, januari 2019.
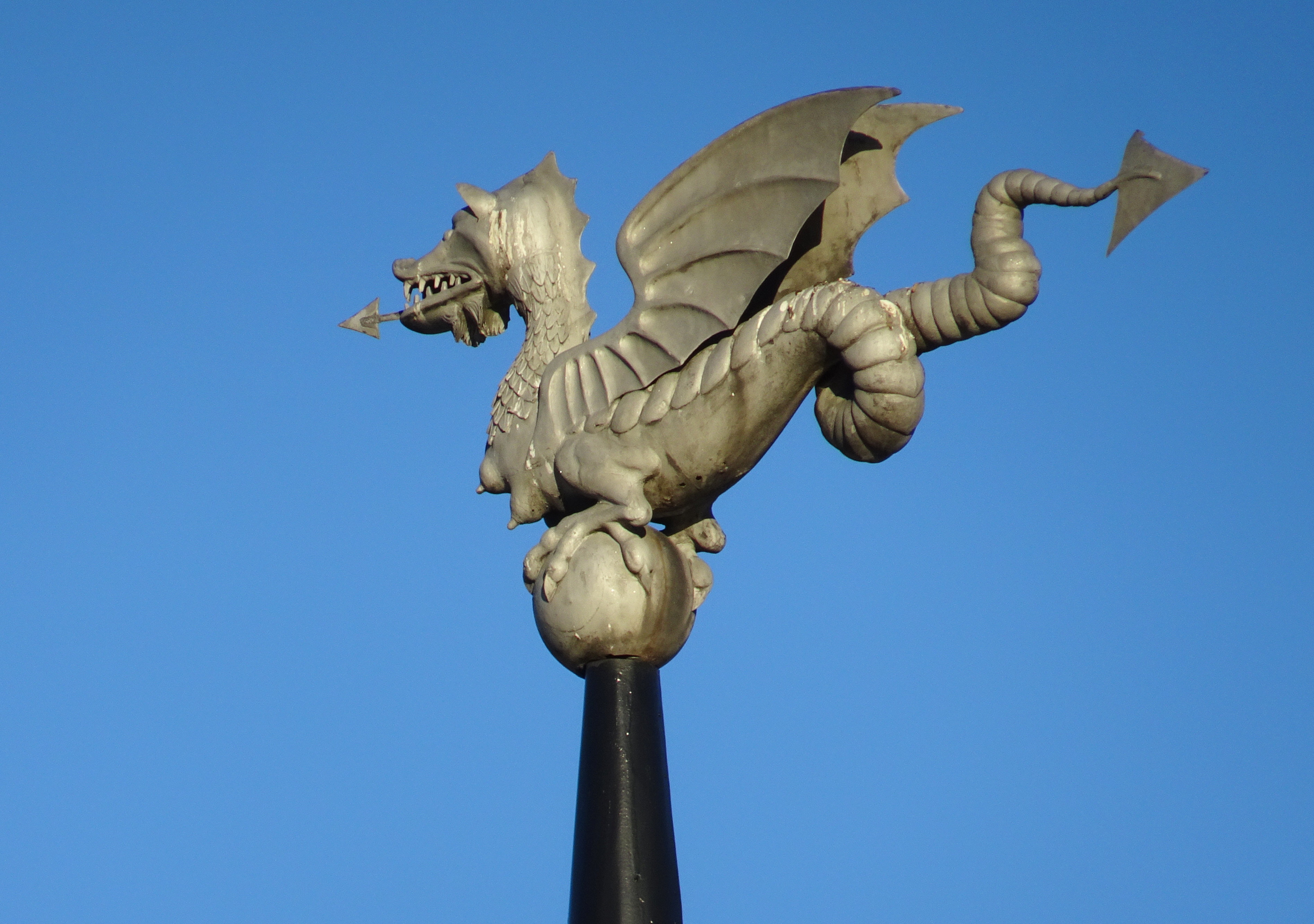
Draken på takspiran.
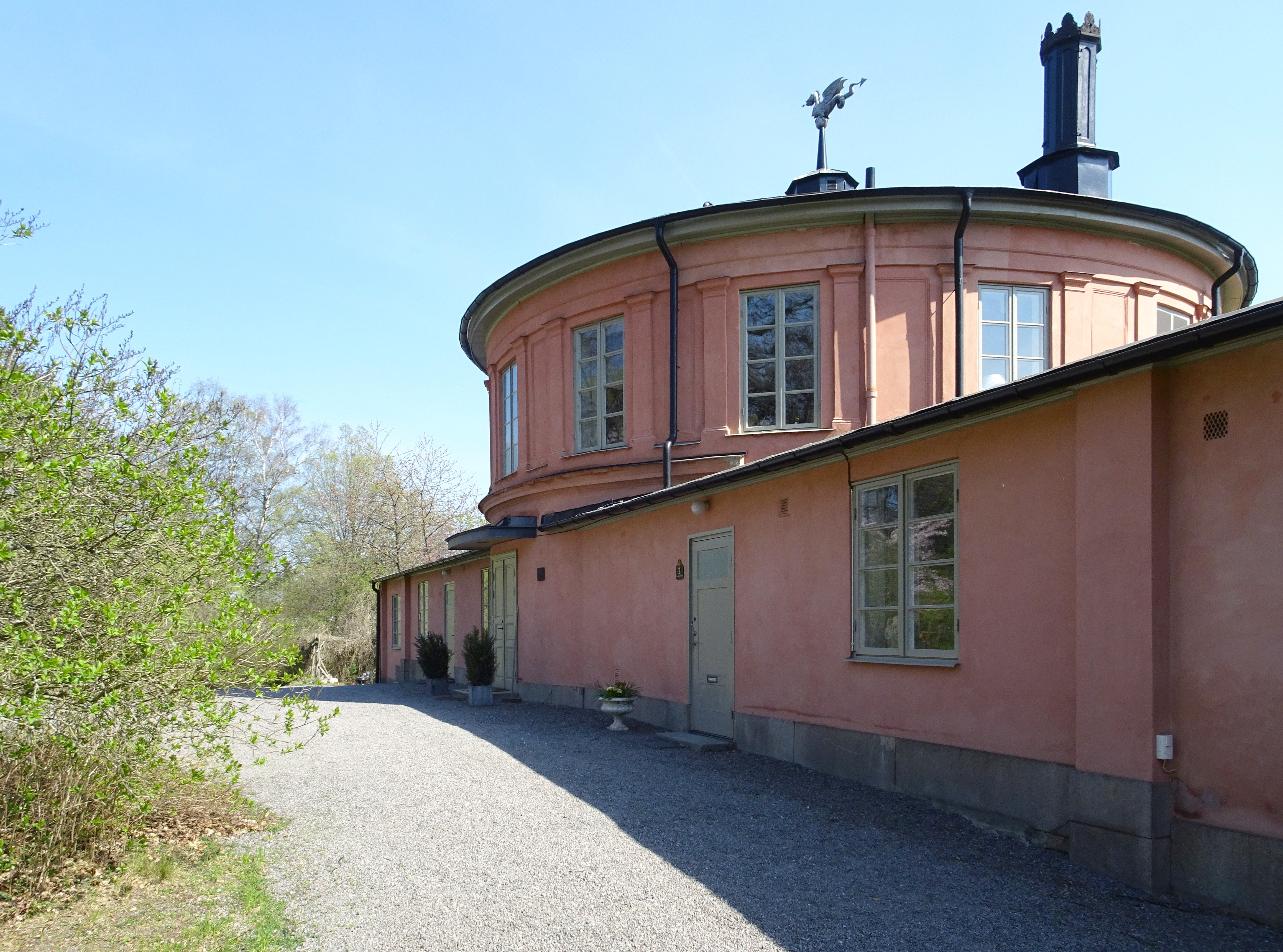
Fasad not norr, april 2019.